# آدرین دالمائو
آدرین دالمائو (انگلیسی: Adrián Dalmau؛ زادهٔ ۲۳ مارس ۱۹۹۴) بازیکن فوتبال اهل اسپانیا است. از باشگاه‌هایی که در آن بازی کرده‌است می‌توان به باشگاه فوتبال نومانسیا اشاره کرد.